# Aleksandria (Łódź)
Pour les articles homonymes, voir Aleksandria.
Aleksandria est une localité polonaise de la gmina d'Ozorków, située dans le powiat de Zgierz en voïvodie de Łódź.